# Устинников, Борис Алексеевич
Борис Алексеевич Устинников (06.04.1928-09.04.2000) — российский учёный в области технологии бродильных производств, член-корреспондент ВАСХНИЛ (1991).

## Биография
Родился в г. Валуйки Белгородской области. Окончил Ленинградский технологический институт пищевой промышленности (1951).
С 1951 по 2000 год работал во ВНИИ пищевой биотехнологии: заведующий производством, младший научный сотрудник технологической лаборатории, старший научный сотрудник, зав. отделом технологии спиртового производства, с 1970 заместитель директора по научной работе.
Доктор технических наук (1975), профессор (1974), член-корреспондент ВАСХНИЛ (1991).
Научные исследования посвящены вопросам биотехнологии, бродильного производства, получения и применения ферментов.
Заслуженный деятель науки и техники Российской Федерации (1995). Награждён орденом «Знак Почёта» (1981), медалями «За трудовую доблесть» (1971), «За доблестный труд. В ознаменование 100-летия со дня рождения Владимира Ильича Ленина», «Ветеран труда» (1986), золотой, серебряной и бронзовой медалями ВДНХ.
Получил 124 авторских свидетельства и патента на изобретения.
Публикации:
- Технология спирта: учеб. для студентов вузов, обучающихся по спец. «Технология бродил. пр-в» / соавт.: В. А. Маринченко и др. — М.: Легкая и пищ. пром-сть, 1981. — 416 с.
- Справочник по производству спирта. Оборудование, средства механизации и автоматизации / соавт.: Ю. П. Богданов и др. — М.: Легкая и пищ. пром-сть, 1983. — 479 с.
- Технология спирта / соавт.: В. Л. Яровенко и др. — М.: Колос, 1999. — 464 с.